# Antonino Occhiuto
Antonino Occhiuto (Napoli, 21 dicembre 1912 – Passo Corese, 21 giugno 2005) è stato un economista italiano.

## Opere
- Ricerche sull'ammontare del fabbisogno alimentare delle famiglie dei lavoratori e sul modo di adeguare i salari a tale fabbisogno, in Società italiana di demografia e statistica, Atti della V riunione. Napoli 1939, I, s.l. 1940, pp. 144-157
- Le leve di lavoro, in Atti della Commissione parlamentare d'inchiesta sulla disoccupazione, IV, 2, Roma 1953, pp. 106-131
- Invecchiamento della popolazione italiana e cause che lo determinano, in Previdenza sociale, maggio-giugno, 1956, pp. 619-635
- Osservazioni sull'andamento della circolazione, in P. Baffi, Studi sulla moneta, Milano 1965, pp. 15-33.